# Sophie Liénard
Sophie Liénard (née Sophie Louise Girard à Versailles le 5 août 1800 et morte à Paris 3e le 4 mai 1875) est une peintre sur porcelaine française.

## Biographie
Sophie Louise Girard est la fille de Jean Alexis Girard, peintre à la manufacture de Sèvres, et d'Adélaïde Rose Saladin. Elle épouse en 1831 Justin Liénard (1809-1878), également peintre sur porcelaine.
Elle travaille pour la manufacture Rihouet & Lerosay.
Elle expose au Salon de 1842 à 1847, ainsi que sous le Second Empire.
Elle meurt à son domicile parisien de la rue Meslay à l'âge de 74 ans. Elle est inhumée au cimetière du Père-Lachaise le 6 mai.

## Œuvre
Sophie Liénard est l'auteure de nombreux portraits de membres de familles royales et nobles, ainsi que de personnalités historiques.

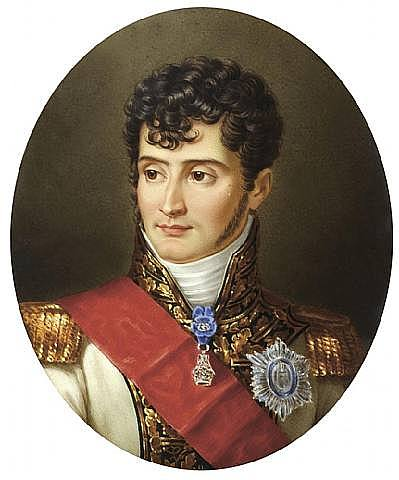
Portrait de Jérôme Bonaparte.